# Спасское (Саратовская область)
Спасское — село в Вольском районе Саратовской области России. Входит в состав Черкасского муниципального образования.

## История
В «Списке населённых мест Саратовской губернии по данным 1859 года» населённый пункт упомянут как владельческое село Спасское (Сукино) Волгского уезда (2-го стана) при реке Колмантае, расположенное в 52 верстах от уездного города Вольска. В селе имелось 82 двора и проживало 683 жителя (316 мужчин и 327 женщин). Действовали православная церковь и мельница.
Согласно «Списку населённых мест Вольского уезда» издания 1914 года (по сведениям за 1911 год) в Спасском (Ивановском), входившем в состав Лопуховской волости, имелось 179 хозяйств и проживало 1072 человека (540 мужчин и 532 женщины). В национальном составе населения преобладали великороссы. Функционировали церковь и церковная школа.

## География
Село находится в северной части области, в пределах Приволжской возвышенности, на берегах реки Калмантай, на расстоянии примерно 48 километров (по прямой) к северо-западу от города Вольск. Абсолютная высота — 113 метров над уровнем моря.
Часовой пояс
Село Спасское, как и вся Саратовская область, находится в часовой зоне МСК+1. Смещение применяемого времени относительно UTC составляет +4:00.

## Население
| 2002 | 2010 |
| ---- | ---- |
| 349  | ↘301 |

Гендерный состав
По данным Всероссийской переписи населения 2010 года в гендерной структуре населения мужчины составляли 46,8 %, женщины — соответственно также 53,2 %.
Национальный состав
Согласно результатам переписи 2002 года, в национальной структуре населения русские составляли 91 % из 349 чел.

## Улицы
Уличная сеть села состоит из трёх улиц.